# James Douglas Conley
James Douglas Conley (Kansas City, Missouri, EUA, 19 de março de 1955) é bispo de Lincoln.
James Douglas Conley se converteu à Igreja Católica Romana em 6 de dezembro de 1975. Ele recebeu o Sacramento da Ordem pela Diocese de Wichita em 18 de maio de 1985.
Em 10 de abril de 2008, o Papa Bento XVI o nomeou Bispo Titular de Cissa e Bispo Auxiliar de Denver. O Arcebispo de Denver, Charles Joseph Chaput OFMCap, o consagrou em 30 de maio do mesmo ano; Os co-consagradores foram o Bispo de Wichita Michael Owen Jackels e o Bispo de Salina Paul Stagg Coakley. James Douglas Conley também atuou como Administrador Apostólico de Denver de 8 de setembro de 2011 a 18 de julho de 2012.
Em 14 de setembro de 2012, Bento XVI o nomeou bispo de Lincoln. A inauguração cerimonial (entronização) ocorreu em 20 de novembro do mesmo ano.
Depois de ser diagnosticado com depressão maior, ele pediu um alívio temporário de suas funções. Em 13 de dezembro de 2019, o Papa Francisco nomeou o Arcebispo de Omaha, George Joseph Lucas como Administrador Apostólico de Lincoln durante sua ausência devido a doença. Ele retomou suas funções oficiais em 13 de novembro de 2020.